# Earl Woods

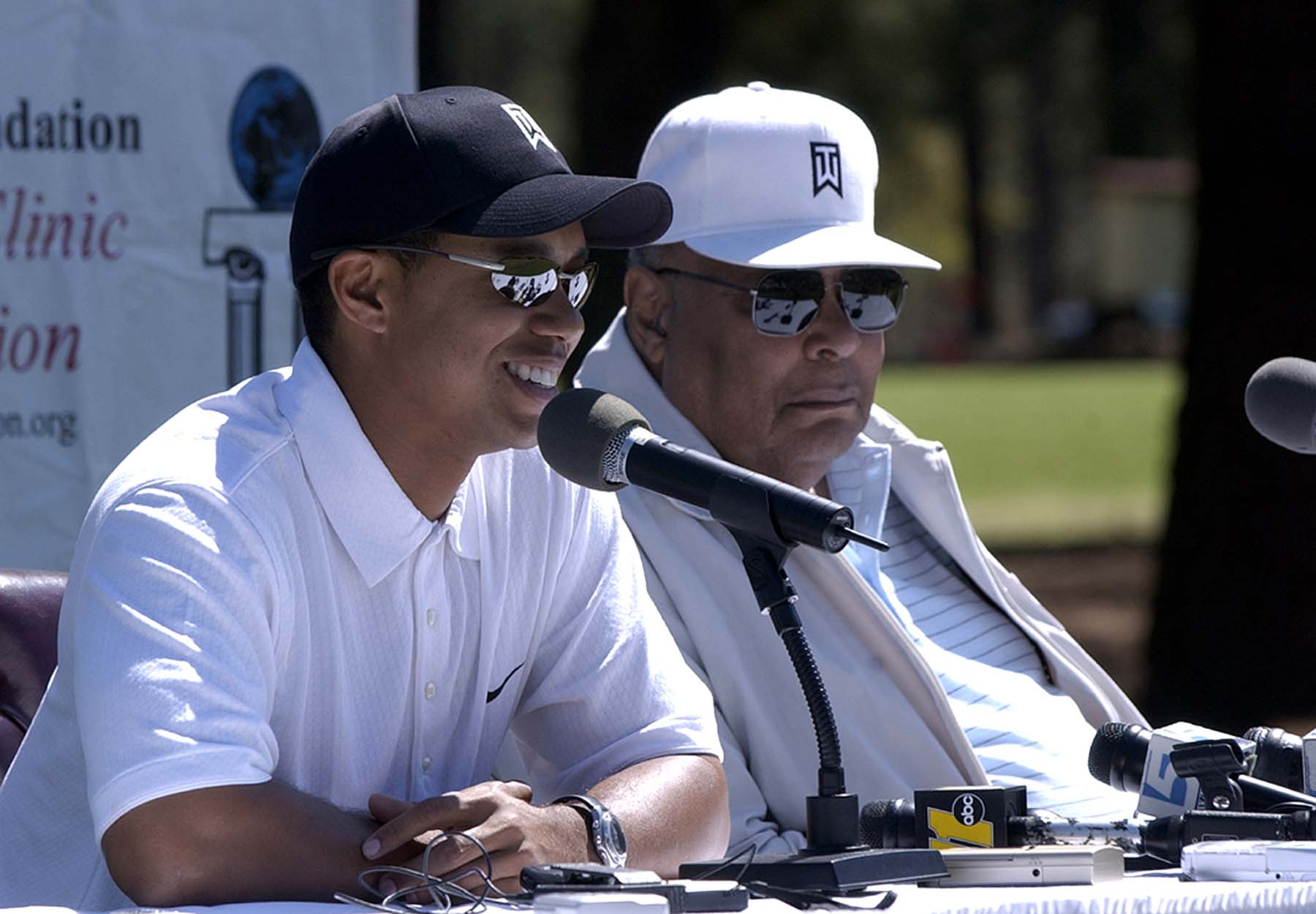
Tiger Woods i Earl Woods (2004)

Earl Woods (ur. 5 marca 1932 w Manhattan, Kansas, zm. 3 maja 2006 w Cypress, Kalifornia) – pionier sportu afroamerykańskiego, oficer w czasie wojny wietnamskiej, ojciec i pierwszy trener golfisty Tigera Woodsa.
Pochodził z mieszanej rodziny etnicznej, o korzeniach afroamerykańskich i chińskich. Osierocony jako 13-latek, był wychowywany przez siostrę. W czasie studiów na Kansas State University uprawiał baseball (występował na pozycji catchera), przełamując bariery rasowe w rozgrywkach międzyuczelnianych. Otrzymał propozycję podpisania kontraktu zawodniczego z zespołem Kansas City Monarchs, występującym w Negro League, ale nie przyjął jej, podejmując służbę wojskową. Służył m.in. w czasie wojny wietnamskiej w oddziałach Zielonych Beretów, dochodząc do stopnia porucznika.
W czasie służby w Azji poznał swoją drugą żonę, Kultidę (pochodzącą z Tajlandii). Opuścił szeregi armii w 1974. Rok później 30 grudnia 1975 urodził się jego syn Eldrick Tonter, znany później pod przydomkiem Tiger (od zaprzyjaźnionego z Earlem oficera wietnamskiego Vương Đăng Phonga, również nazywanego Tiger). Od wczesnego dzieciństwa Earl Woods prowadził z synem treningi golfowe, co doprowadziło Eldricka do pozycji najlepszego golfisty świata. Swoje doświadczenia z tych treningów Earl Woods zawarł w książkach Training a Tiger i Playing Through: Straight Talk on Hard Work, Big Dreams and Adventures with Tiger.
Od 1996 kierował fundacją charytatywną Tiger Woods Foundation. Imię Woodsa seniora nadano Narodowej Młodzieżowej Akademii Golfa w jego rodzinnym Manhattan (Kansas). Zmarł w wieku 74 lat po kilkuletniej chorobie nowotworowej.